# توب غير أستراليا (موسم 2)
توب غير أستراليا 2 (بالإنجليزية: Top Gear Australia)‏ هو السلسلة الثانية من برنامج تلفزيوني أسترالي يهتم بالمركبات، أنتج على غرار سلسلة توب غير البريطانية، تم إنتاجه في أستراليا. بدأ عرضه في سنة 2009. بلغ عدد حلقاته 8 حلقات، تم بث المسلسل لأول مرة بتاريخ 11 مايو 2009 بينما تم بث آخر حلقة منه بتاريخ 29 يونيو 2009.